# Uno per tutti
Pour plus de détails, voir Fiche technique et Distribution.
Uno per tutti est un film dramatique italien de Mimmo Calopresti sorti en 2015.

## Fiche technique
- Titre italien : Uno per tutti[1]
- Réalisation : Mimmo Calopresti
- Scénario : Gaetano Savatteri, Mimmo Calopresti, Antonio Manzini, Monica Zapelli
- Photographie : Stefano Falivene
- Montage : Valerio Quintarelli
- Musique : Massimiliano Casacci (it)
- Décors : Virginia Vianello
- Costumes : Nicoletta Ercole
- Production : Gianluca Curti (it)
- Sociétés de production : Minerva Pictures, Rai Cinema
- Pays de production :  Italie
- Langue originale : italien
- Format : Couleurs
- Durée : 85 minutes
- Genre : Drame
- Dates de sortie : 
  - Italie : 26 novembre 2015

## Distribution
- Fabrizio Ferracane : Gil
- Giorgio Panariello : Vinz
- Thomas Trabacchi : Saro
- Isabella Ferrari : Eloisa
- Lorenzo Barone Teo
- Irene Casagrande : Greta
- Priscillia Martin : l'amante de Gil
- Giuliana Artico :
- Alessio Bernardi :
- Marta Bifano :
- Massimiliano Borghesi :
- Rosario Stefano Cocchiara :
- Rita De Donato :